# Марія Галіндо

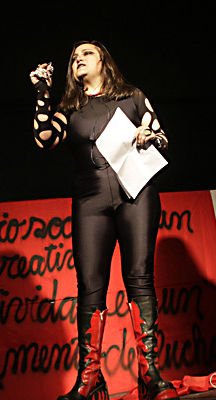
Марія Галіндо (2014)

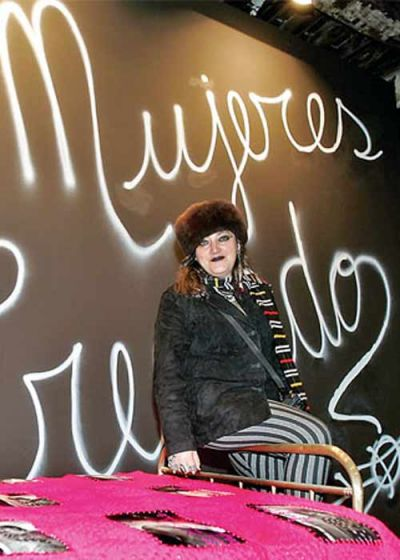
Марія Галіндо

Марія Рене Галіндо Недер (ісп. María Renée Galindo Nedder; нар. 15 вересня 1964) — болівійська анархо-феміністка, психологиня, письменниця і публіцистка, співзасновниця і голова колективу «Жінки, що творять» (ісп. Mujeres Creando). Працювала радіо- та телеведучою. Авторка книг, а також писала сценарії.

## Біографія
Народилася 1964 року в Кочабамбі (за іншим джерелом в Ла-Пасі) у родині вищого середнього класу. У 1970—1981 роках навчалася у школі Ла-Паса. Виїхала з Болівії за візою як черниця, щоб навчатися в університеті Ватикану. 1992 року повернулася.
1992 року разом з Хульєтою Паредес і Монікою Мендосою стала співзасновницею «Mujeres Creando» («Жінки, що творять») — громадського руху анархо-феміністського штибу. Регулярна ведуча радіопрограми від «Жінок, що творять». За свої суперечливі дії (часто це перформанси або вуличний театр) її заарештовувала та переслідувала болівійська поліція, хоча її старший брат, Хосе Антоніо Галіндо Недер, був міністром за президента Карлоса Меси.
Галіндо — психологиня, викладала соціологію у Вищому університеті Сан-Андреса. Вона стверджувала: «Вулиця — найважливіше політичне місце. Тож ми вибрали вулицю та намалювали графіті, і продовжуємо створювати їх у чотирьох містах країни. За допомогою графіті ми одночасно поєднуємо різні теми». Вона також захищає права жінок, які стали жертвами жорстокого поводження та сексуальних домагань у мачиському латиноамериканському суспільстві. Галіндо — атеїстка.
2013 році опублікувала книгу «No se puede Descolonizar sin Despatriarcalizar», в якій критикує патріархат як основу будь-якого домінування, включно з расизмом.
У березні 2017 року взяла участь в акції на підтримку декриміналізації абортів перед кафедральним собором Ла-Паса. У червні того ж року презентувала книгу «No hay libertad politica sin libertad sexual» — результат дослідження, проведеного між 2015 і 2016 роками в щодо гомофобії в Парламенті Болівії.
Наприкінці 2019 року Галіндо була залучена до полеміки через статтю, в якій вона піддала різкій критиці в. о. президента Болівії Жанін Аньєс.
2019 року Поль Б. Пресіадо написав про неї: «За останні 15 років Галіндо створила радикальну художню практику: художниця, виконавиця, активістка, письменниця та співзасновниця болівійського колективу „Mujeres Creando“, вона об'єднує практики та знання корінних жінок у діалог з політичними та літературними традиціями анархізму, панку та небілого фемінізму. Але що може зробити мистецтво перед обличчям авторитарного неоколоніалізму, в якому логіка фемінізму та політика ідентичності корінних народів поглинаються гуманістичним, релігійним та неоліберальним дискурсом як нові стратегії контролю? Галіндо відповідає, виводячи мистецтво з просторів ринку та галереї та повертає туди, де воно народилося: на публічну площу, до соціального ритуалу. Публічні акції „Mujeres Creando“, як-от „Pasarela Feminista“ („Феміністичний подіум“), що відбулася 2014 року в місті Санта-Крус, Болівія, мали на меті протистояти білому та гетеросексуальному ідеалізованому жіночому тілу, образу, який увічнюють мейнстрімні ЗМІ, через 13-годинний „бунт“ жінок на вулицях міста, під час якого вони виголошували промови, йдучи імпровізованим подіумом у вбранні, яке, на їхню думку, відображали їх власні тіла та досвід жінок з-поміж корінного населення».
У своїй праці «De Ella Feminismo bastardo» 2022 року розвиває ідею незаконного фемінізму: «ідея про те, що соціальна боротьба не породжує знань, не виробляє теорії, що це не місце, де генеруються знання, є абсолютно вертикальною та відчужує».
Галіндо зазнала критики з боку інших феміністичних груп за те, що вважала себе єдиним голосом у болівійському фемінізмі.

## Вибіркові твори
- 2004: Archivo Cordero 1900—1961
- 2007: Ninguna mujer nace para puta (з Сонею Санчес), ISBN 978-987-21900-3-3
- 2013: No se puede Descolonizar sin Despatriarcalizar, ISBN 97899954-2-622-4
- 2022: Feminismo Bastardo
- 2022: Америка: артробота, що складається з трьох аудіовізуальних творів і графіті. Музей королеви Софії, Мадрид.